# ハ行転呼
ハ行転呼（はぎょうてんこ）とは、日本語史における大きな音韻変化の一つで、語中・語尾のハ行音がワ行音へと変化した現象をいう。平安時代に起こり一般化した。このようにして成立したワ行音をハ行転呼音という。

## 解説
平安時代初期のハ行子音の音価は現代のファ行の子音にあたる無声両唇摩擦音 [ɸ] であったが、平安時代中期以降、唇音退化現象により無声両唇摩擦音は以下のように両唇接近音 [β̞]、すなわちワ行の音に変化した。
- 川　[kaɸa] → [kaβ̞a]（カファ→カウァ）
- 恋　[koɸi] → [koβ̞i]（コフィ→コウィ）
- 上　[uɸe] → [uβ̞e]（ウフェ→ウウェ）
- 顔　[kaɸo] → [kaβ̞o]（カフォ→カウォ）

当時の筆記とみられる一等資料においてハ行の仮名表記に動揺が見られる場合、その時期がまさにハ行転呼の進行期であったことを示す。
「フ」を除く語頭のハ行音も、のちに唇音退化現象により唇を使わない無声声門摩擦音 [h] に音韻変化している。こうして [ɸa]・[ɸi]・[ɸe]・[ɸo]の音は、いったん日本語の音としては消滅したが、近代以降に外来語として導入された「ファ」「フィ」「フェ」「フォ」は、現代語において [ɸ] で発音されている。
日本語の語彙において、語中・語尾にハ行音があるものは合成語を除き、このハ行転呼の現象以降に成立した語彙であることがわかる。ただし、特殊な例として「母」のように一旦「はわ」に変化したのち、再び「はは」に戻ったものもある。これは父、爺に対応する母、婆の体系を維持しようとして引き起こされた変化と考えられる。また、助詞の「は」と「へ」は一語であるが、語尾に準じて転呼し、ワ行音となっている。ワ行音の「ヰ」「ヱ」「ヲ」はさらにその後の音韻変化で、ア行音の「イ」「エ」「オ」に同化して現代に至る。

## 要因
律令国家への脱却を目指す奈良朝の時代は、増大化する情報総量に対応するため、語彙の新造が急務であった。政治においては、それまで輸入され続けてきた漢語の語彙をそのままもち込むことで対応できた。一方、和語が中心となる場合においては、複合語、熟語、派生語を作って凌ぐ手法がとられた。
そのようにして形成された新語は、それまでの語と較べて音節（モーラ）が一拍や二拍から、三拍、四拍、あるいはそれ以上と多くなる。音節が少ない語は、ほかの語と区別をはかるために発音の規則が崩れることなく厳格に遵守されるが、音節が多くなり長くなった語は、語の全体の雰囲気で聞き取れてしまうため、一つ一つの音節をはっきりと発音しなくなる。
現代日本語のハ行音 [h] は、一説には、奈良時代まではパ行音 [p] であり、少なくとも古代日本語にハ行音  [h] はなかったとされる。それは、ハ行音 [h] で始まる漢字が日本語に輸入される際にカ行音 [k] 始まりに変わっていることからもわかる (例：火huǒ→クヮ、何hé→カ、行háng→カウ、後hòu→コウ ＊英字は拼音)。その後、上述のように語の多音節化によって発音の簡便化が進むと、奈良時代のパ行音 [p] は平安時代にはファ行音  [ɸ]、さらにハ行音 [h] へと徐々に転訛していく。
日本語のワ行音 [β̞] は、もともと語頭に立ちやすく、語中や語尾に現れることは極めて少なかったため、これが古代日本語における音声の空白地帯になっていた。ワ行音 [β̞] が語中、語尾にも現れる場合、本来は別の発音が変化してワ行音  [β̞] に接近すると、それまで区別されていた語彙が混同される惧れがあるが、空白地帯であればその心配もなく、やがて語中や語尾に現れるハ行音  [ɸ] のワ行音  [β̞] 化を促した。つまり、語の多音節化とそれに伴う発音の簡便化がハ行転呼という現象をもたらしたといえる。

## 仮名における表記
しかし、実際には依然としてハ行転呼音はハ行の仮名で記される場合が多かった。すでにそれまでの表記の在り方が慣習化しており、音韻の変化に沿ってその表記をむやみに変更することは、語の識別に支障を来たすことになるからである。「こひ（恋）」の表記は文献上「こひ」に落ち着いており、「おもふ（思ふ）」のように活用語尾の連体形や終止形が「ふ」で終わるものも、類推によって「ふ」が「う」になるようなことはなかった。これは藤原定家著の『下官集』を濫觴とする定家仮名遣においても同様である。ただし、使用頻度の低い言葉や用例の少ない言葉の場合には、ワ行の仮名で記されることもある。「こひ（鯉）」は「恋」と違って「こい」「こゐ」という表記が『仮名文字遣』にみられ、また『伊勢物語』の冒頭では、
むかし、おとこうゐかうぶりして…（天福本）
とあり、「うゐかうぶり」（初冠）は本来「うひかうぶり」であるが「うゐ」となっている。「うひかうぶり」という言葉はこの『伊勢物語』の冒頭以外にほとんど見られないもので、語の識別の上からは「ゐ」と記されても支障はなかった。
江戸時代に入ると、契沖が音韻の変化する以前の上代及び平安時代の表記が正しいとする『和字正濫鈔』を著した。このなかで説かれた仮名遣い説（いわゆる「契沖仮名遣」）は、次第に国学者の間で支持され、楫取魚彦の『古言梯』などのようなものが次々と出現した。やがて明治時代には、これを基とした歴史的仮名遣が学校教育において行われ、ハ行転呼音を含む語彙も歴史的仮名遣に沿って書き分けられるようになったが、歴史的仮名遣は実際の発音と乖離していることから、しばしば仮名遣い改訂の議論が勃発した。
戦後、保守派を退けて現代仮名遣いが行われ、それまで「は」「ひ」「ふ」「へ」「ほ」で綴られていた語中語尾の仮名文字も、現代音に従って「わ」「い」「う」「え」「お」で表記されるようになった。しかし、発音どおりに「わ」「え」と表記しない助詞の「は」と「へ」は歴史的仮名遣いとして残った。

## 漢字音への影響

### 唇音入声の変化
漢字音には入声と呼ばれる語末の破裂子音がある。これを日本語では母音挿入して「フ・ツ・チ・キ・ク」としており、入声 [p] には「フ」 /fu/ で対応した。これが後にはハ行転呼により /u/ へと変化した経緯は前述のとおりである。
ただし、熟語の中で後続字が無声子音で始まる場合は「フ」ではなく促音「ッ」の形をとることが多く、ハ行転呼とは無縁である。例えば「合」（ガフ・カフ）が「合体」「合戦」などの熟語において「ガッ」「カッ」となっているのはその例である。
しかし、後には無声子音の前でも促音を用いないものも現れており、たとえば「合成」などでは無声子音の前でも「ガフ」のハ行転呼形に由来する「ゴウ」（/gafu/ > /gau/ > /goh/）となっている。また、甲（カフ）を使った「甲子」には「コウシ」と「カッシ」の二種類の読みがある。
さらに、最近の現象として、「十回（ジフ＋カイ）」を「ジュッカイ」と読むようになってきているが、これは旧来使われてきた促音形の「ジッカイ」 と、ハ行転呼を経た「十」の音「ジュウ」（/zifu/ > /ziu/ > /zyuh/）が混成した形である。
また、「フ」のかわりに「ツ」を使うようになったものもある。例えば、「立」（リフ）は「建立」（コンリフ > コンリュウ）のように「フ」を用いた語彙もあるが、「設立」（セツリツ）、「立案」（リツアン）のように、大体において「ツ」が使われる。このため「押」（アフ > オウ）と「圧」（アフ > アツ）のように元々同音語であるのに、違った字音をもつ語のようになってしまったものもある。また「雑」（ザフ）のように「ゾウ」と「ザツ」、二つの音が並立して存在するものもある。「雑巾」と「雑菌」は同じ「キン」という発音の前であるにもかかわらず、違う発音になっている。